# Папуа — Новая Гвинея на летних Паралимпийских играх 2020
Папуа — Новая Гвинея на летних Паралимпийских играх 2020, прошедших в Токио 24 августа — 5 сентября 2021 года, была представлена двумя спортсменами в соревнованиях по лёгкой атлетике.

## Лёгкая атлетика
| Спортсмен      | Дисциплина          | Результат | Место |
| -------------- | ------------------- | --------- | ----- |
| Мореа Марарос  | Мужчины, копьё, F34 | 21.11     | 10    |
| Нелли Рут Лева | Женщины, копьё, F46 | 23.30     | 11    |